# Ptilophora obscura
Ptilophora obscura är en fjärilsart som beskrevs av Leo Schwingenschuss 1910. Ptilophora obscura ingår i släktet Ptilophora och familjen tandspinnare. Inga underarter finns listade.